# Mitsuyasu Maeno
Mitsuyasu Maeno (前 野 光 保, Maeno Mitsuyasu, 1947  - 23 de marzo de 1976) fue un actor japonés de cine erótico. Murió en un ataque suicida contra Yoshio Kodama, un líder derechista multimillonario y figura destacada en el Escándalo de los sobornos de Lockheed.

## Biografía
Mitsuyasu Maeno nació Shimoichiro Maeno alrededor de 1947. Asistió a clases de actuación en la Universidad de California en 1967. Maeno se casó dos veces, y ambos matrimonios terminaron en divorcio. Su problemática vida personal también incluyó un intento de suicidio.
Según su padre, Maeno quedó bajo la influencia de las filosofías de extrema derecha y ultranacionalistas del escritor Yukio Mishima. En noviembre de 1970, Mishima había intentado incitar a las Fuerzas de Autodefensa a derrocar la Constitución de Japón de 1947. Cuando sus esfuerzos por restaurar a Japón a una ética samurái en tiempos de guerra fracasaron, Mishima se suicidó ritualmente.
A principios de 1976, Japón se escandalizó por la noticia de los escándalos de soborno de Lockheed y la participación de los más altos niveles del poder político japonés, incluido Yoshio Kodama. Kodama había estado confinado en su casa desde que sufrió un derrame cerebral en 1975.  Fue acusado de aceptar más de siete millones de dólares de la Corporación Lockheed para sobornar a funcionarios japoneses para facilitar la venta de sus aviones.
Mitsuyasu Maeno, desilusionado por un hombre que había respetado anteriormente, dijo a sus amigos que creía que Kodama había traicionado a la derecha y al código samurái que defendió. La marca extrema de nacionalismo a la que se adhirieron Kodama y Maeno había permanecido generalmente oculta a la vista del público hasta la exposición de Kodama en el escándalo de Lockheed. Al llamar a Kodama una "persona vergonzosa", consideró que la aceptación del dinero de Lockheed por parte del cabildero era una desgracia nacional.

## El ataque
A principios de marzo de 1976, Maeno voló alrededor del vecindario de Kodama en Setagaya, obteniendo conocimiento del área en preparación para un ataque. En la mañana del 23 de marzo de 1976, Maeno se presentó en el Aeropuerto de Chōfu con dos amigos. Los tres estaban vestidos con los uniformes de los pilotos kamikaze, y Maeno informó a los funcionarios del aeropuerto que estaban alquilando dos aviones para grabar una escena de una película. Antes de las 9:00 a. m., el actor posó en su uniforme, con una bufanda blanca, imágenes de sol naciente en su manga y una bandana frente al avión Piper Cherokee que había alquilado.
Maeno en un plano y sus dos compañeros en el otro; los tres volaron alrededor de Tokio por un período de aproximadamente una hora. Maeno luego les dijo a sus amigos que tenía negocios en Setagaya, el barrio de Kodama. El otro avión, con el cámara a bordo, acompañó a Maeno en el vuelo a la residencia de Kodama. Maeno voló bajo sobre la casa de Kodama, dando vueltas dos veces antes de sumergirse en el edificio. Un radioaficionado informó que a las 9:50 a. m. escuchó a Maeno gritar JA3551, el número de matrícula de su avión, y luego dijo emocionalmente: Lo siento, no he respondido en mucho tiempo. ¡Larga Vida al Emperador! (陛下 万 歳, Tennō heika banzai! en japonés), Después de lo cual la transmisión cesó repentinamente.